# Osteolepidae
De Osteolepidae zijn een familie van uitgestorven kwastvinnige vissen die leefden tijdens het Devoon. De Osteolepidae stonden dicht bij de vroege tetrapoden als Ichthyostega en Elginerpeton. Vroeger werd ook het geslacht Eusthenopteron tot deze familie gerekend. Tegenwoordig wordt dit geslacht in de familie Tristichopteridae geplaatst.
Rijk: Animalia · Phylum/Afdeling: Chordata · Klasse: Sarcopterygii · Subklasse: Tetrapodomorpha · Superorde: Osteolepidida